# Rhinocypha ignipennis
Rhinocypha ignipennis е вид водно конче от семейство Chlorocyphidae. Видът не е застрашен от изчезване.

## Разпространение
Разпространен е в Бангладеш, Индия (Аруначал Прадеш, Дарджилинг и Мегхалая) и Мианмар.